# Brian Farmer
Brian Farmer (Wordsley, 1933. július 29. – 2014. június 1.) angol labdarúgó, hátvéd.

## Pályafutása
1954 és 1962 között a Birmingham City labdarúgója volt, ahol tagja volt az 1958–60-as és 1960–61-es VVK-döntős csapatnak. 1962 és 1965 között a Bournemouth & Boscombe Athletic együttesében fejezte be az aktív játékot.

## Sikerei, díjai
Birmingham City
- Angol bajnokság – másodosztály (Second Division)
  - bajnok: 1954–55
- Angol kupa (FA Cup)
  - döntős: 1956
- Vásárvárosok kupája (VVK)
  - döntős (2): 1958–60, 1960–61